# Beruas (Simpang Katis)
Beruas is een bestuurslaag in het regentschap Bangka Tengah van de provincie Bangka-Belitung, Indonesië. Beruas telt 1849 inwoners (volkstelling 2010).